# 首都圈电铁京义线
首都圈電鐵京義線（：／ Sudogwon jeoncheol Gyeongui seon */?）是韓國首都圈電鐵的其中一條線，由韩国铁道公社经营。由以下二個部分组成：
- 京義線
- 龍山線

路線中的一支從首尔特别市的首尔站啟始，然後到位于京畿道坡州市的文山站，另一支则为龍山線的全部区间。2014年12月以後，京義線與中央線直通營運，併稱京義·中央線。

## 京義線
京義線在首都圈電鐵京義線指的是京義線在韓國已電鐵化的路段，亦是這條線的核心部分。

## 龍山線
龍山線是這條線的支线，全部位于首尔特别市内，为全部地下区间。

## 使用车辆
- 319000系
- 331000系